# American Tragedy Redux
American Tragedy Redux è un album di remix del gruppo musicale statunitense Hollywood Undead, pubblicato il 21 novembre 2011 dalla A&M Records.

## Descrizione
Il disco contiene dieci remix di altrettanti brani originariamente pubblicati nel secondo album in studio del gruppo American Tragedy.

## Tracce
1. Levitate (Digital Dog Club Mix) – 7:15 (Johnny 3 Tears, J-Dog, Charlie Scene, Danny, Kevin Rudolf, Jacob Kasher)
2. Comin' in Hot (Wideboys Club Mix) – 5:48 (Charlie Scene, Danny, Funny Man, G. Boice)
3. Apologize (Buffalo Bill "Die Young" Remix) – 7:37 (J-Dog, Johnny 3 Tears, Charlie Scene, Danny, Da Kurlzz, G. Boice)
4. My Town (Andrew W.K. Remix) – 3:49 (Danny, Funny Man, Johnny 3 Tears, Charlie Scene, J-Dog, Da Kurlzz, Sam Hollander, Dave Katz)
5. Coming Back Down (Beatnick & K-Salaam Remix) – 3:13 (J-Dog, Johnny 3 Tears, Danny, Kevin Rudolf, Jeff, Halavacs, Jacob Kasher)
6. Hear Me Now (Jonathan Davis of Korn Remix) – 3:10 (Johnny 3 Tears, J-Dog, Danny, Charlie Scene, Sam Hollander, Dave Katz)
7. I Don't Wanna Die (Borgore Remix) – 4:29 (Johnny 3 Tears, Danny, Charlie Scene, J-Dog, G. Boice)
8. Le deux (Dr. Eargasm Remix) – 4:33 (J-Dog, Danny, Charlie Scene, Funny Man, Johnny 3 Tears, Don Gilmore)
9. Lights Out (The Juggernaut VS. Obsidian Remix) – 4:25 (Danny, J-Dog, Charlie Scene, Funny Man, Ben Grosse)
10. Been to Hell... And Back! (KMFDM Remix) – 3:30 (Charlie Scene, Danny, J-Dog, Johnny 3 Tears, Don Gilmore)

## Formazione
- Danny – voce
- Funny Man – voce
- Johnny 3 Tears – voce
- Charlie Scene – voce, chitarra
- J-Dog – chitarra, tastiera, sintetizzatore, pianoforte, basso
- Da Kurlzz – batteria, percussioni, voce